# باول رحمن
باول رحمن (بالإنجليزية: Paul Rahman)‏ هو لاعب رماية أسترالي، ولد في 9 سبتمبر 1984.

## وصلات خارجية
- باول رحمن على موقع أوليمبيديا (الإنجليزية)
- باول رحمن على موقع اللجنة الأولمبية الأسترالية (الإنجليزية)